# Championia
Championia es un género con dos especies de plantas  perteneciente a la familia Gesneriaceae.

## Descripción
Planta baja, erecta, alguns veces ramificada, caulescente, herbácea perennifolia. Hojas opuestas, pedioladas. Las inflorescencias axilares, solitarias o raremente en pareja, laxa; con un pedúndulo, más cortas que las hojas. El fruto es una cápsula con semillas diminutas.

## Taxonomía
El género fue descrito por George Gardner y publicado en Calcutta Journal of Natural History and Miscellany of the Arts and Sciences in India 6: 485. 1846.
Etimología
Championia: nombre genérico otorgado en honor del Capt. J. G. Champion, un miembro del Ejército Británico, estacionado en Ceylán (1838-1847), que exploró la vegetación nativa de la isla.

## Especies
- Championia multiflora C.B.Clarke
- Championia reticulata Gardn.